# Dolina Jelenia Góra
Dolina Jelenia Góra (poljsko Kotlina Jeleniogórska; šlezijsko Kotlina Lelýniohorski; nemško Hirschberger Tal; dobesedno Jelenjegorska dolina na Poljskem je velika dolina na šlezijski severni strani Zahodnih Sudetov in poleg doline Kłodzko največja medgorska kotlina Sudetov. Je na nadmorski višini 250–400 metrov in pokriva površino 273 km2. V 19. stoletju je čudovita pokrajina pritegnila prusko visoko plemstvo, ki je zgradilo veličastne palače, dvorce in urejalo parke. Ogromno število veličastnih domov je dolino spremenilo v eno najpomembnejših vrtnih pokrajin v srednji Evropi.
Palače in krajinski parki v dolini Jelenia Góra predstavljajo enega od uradnih poljskih nacionalnih zgodovinskih spomenikov (Pomnik historii), ki je bil razglašen 20. septembra 2011. Njegovo uvrstitev vzdržuje Odbor za nacionalno dediščino Poljske.

## Geografija
Dolina Jelenia Góra je obdana z deli Sudetov. Leži ob vznožju Krkonošev, ki so tudi njena južna meja. Na vzhodu meji na Rudawy Janowickie, na zahodu na gorovje Jizera in na severu na gorovje Kaczawskie. Reka Bóbr teče skozi dolino vzdolž njene severne strani, njena pritoka Łomnica in Kamienna tečeta od jugovzhoda in jugozahoda, po vzhodni in zahodni strani doline. Ime doline izvira iz Jelenia Góra, ki je tudi najpomembnejše mesto šlezijskih Krkonošev.
Za dolino so značilni grebeni, ki so ločeni z manjšimi kotanjami. Wzgórza Karpnickie pri Karpnikih je skrajni vzhodni greben, sledijo mu kotlina Obniżenie Mysłakowickie pri Mysłakowicah na zahodu, greben Wzgórza Łomnickie jugovzhodno od Jelenia Góra (široko zdraviliško okrožje Sobizówy, Sobizówni, obkrožje Wzgórza Łomnickie), greben severozahodno od Piechowice in kotline Starej Kamienicy blizu Stare Kamienice.

## Zgodovina
Že v 12. stoletju je Poljsko kraljestvo zgradilo več utrdb proti Češki v bližini doline Jelenia Gora, kot sta Nowo Grodziec ali Swiny. Potem ko je Boleslav I. Visoki začel Ostsiedlung v Šleziji, so nemški kolonisti v poznem 13. stoletju očistili dolino gozdov in ustanovili več vasi in mest, med njimi Hirschberg (Jelenia Góra). V tem času se je družina Schaffgotsch prvič pojavila v regiji, kasneje pa je imela v lasti velike dele doline, pa tudi Krkonoše do njihovega izgona leta 1945. Potem ko so gozdovi izgubili pomen kot naravna meja proti Češki, so Šlezijski Piasti samostojne vojvodine Jawor-Świdnica v dolini zgradili več gradov za zavarovanje meje in za zaščito novih vasi. Zgrajenih je bilo veliko utrdb, zlasti v času vladavine Bolka II., ki je bil v nenehnem spopadu s Češko. Sredi 15. stoletja je Matija Korvin, ki je vladal Šleziji, uničil skoraj vse šlezijske gradove. V času renesanse in baroka so se razširili številni dvorci, včasih v čudovite palače.
Od berlinske pogodbe (1742) je Šlezija postala del Pruskega kraljestva. Konec 18. stoletja so dolino odkrili umetniki in popotniki, ki jih je pritegnila pokrajina. Sprva je Bad Warmbrunn (Cieplice Śląskie Zdrój, danes okrožje Jelenia Góra) s svojimi toplimi vrelci postal priljubljeno kopališče in turistično središče. Leta 1822 je bil princ Viljem Pruski, brat pruskega kralja Friderika Viljema III., prvi princ iz rodbine Hohenzollern, ki si je naredil poletno rezidenco v dolini Hirschberg, na gradu Fischbach (danes Karpniki). Leta 1831 je kralj sam kupil posestvo Erdmannsdorf, ki se ga je naučil ceniti ob obisku svojega brata v Fischbachu in prejšnjega lastnika Erdmannsdorfa, feldmaršala Augusta von Gneisenaua. Dolina je postala knežje skrivališče in leta 1839 je kralj kupil bližnji grad Schildau (danes Wojanów) za svojo hčer princeso Louise. Friderik Viljem IV. Pruski je razširil palačo Erdmannsdorf. Ustvarjenih je bilo veliko novih parkov in obnovljenih dvorcev in palač v skladu z najnovejšimi arhitekturnimi slogi. Umetne ruševine, majhni paviljoni, hišice, romantični templji in razgledi so ustvarili kulturno krajino mednarodnega priznanja.
Konec 19. stoletja je dolina Hirschberg postala ena izmed najbolj priljubljenih turističnih destinacij v Nemčiji. Turizem z avtomobilom je postal priljubljen po tem, ko so bile v prvi polovici 20. stoletja zgrajene nove ceste, kot je Sudetenstraße (Sudetska cesta). Veliko novih hotelov je bilo zgrajenih v Hirschbergu, Krummhübelu (poljsko Karpacz) in Schreiberhau (poljsko Szklarska Poręba), kjer je bila tudi kolonija umetnikov, Bad Warmbrunn pa je bilo eno najbolj priljubljenih zdravilišč v Vzhodni Nemčiji. Palače in parki so postali turistična atrakcija in številne umetniške zbirke so bile odprte za javnost.
Ob koncu druge svetovne vojne je Šlezijo osvojila Sovjetska zveza in dolina je postala del Poljske. Novi lastniki so redko vzdrževali kulturno dediščino. Ohranjene so bile pomembne cerkve in gradovi, pričevanja o zgodnji poljski kulturi pred nemško kolonizacijo v 13. in 14. stoletju, palače in dvorci pa so bili zanemarjeni, vandalizirani in včasih uničeni. Takoj po vojni je bil poskus ponovne aktivacije turizma, a ker so večino počitniških hiš v dolini zasedli novi naseljenci in je bila turistična infrastruktura v slabem stanju, ti poskusi niso uspeli. Parki, izvrstna mreža pohodniških poti in nekdanje razgledne točke so se zaraščali, medtem ko je bila večina umetniških zbirk bodisi uničenih ali razpuščenih in razširjenih po vsej Poljski.
Po propadu komunizma na Poljskem se je začelo ponovno odkrivanje kulturne krajine, ki jo potomci poljskih naseljencev vse bolj sprejemajo in cenijo. Danes številne zasebne in vladne iniciative ter nemške izgnanske organizacije in družinski člani nekdanjih lastnikov sodelujejo pri revitalizaciji turistične infrastrukture in kulturne dediščine, akademiki pa si prizadevajo za sprejetje doline kot svetovne dediščine.

## Parki
Navdušeni sodobniki so dolino Hirschberg iz 19. stoletja opisovali kot en »veliki angleški vrt«. Že ob koncu 18. stoletja je Hirschbergov direktor mestnega načrtovanja Schönau ustvaril več vrtov na okoliških mestnih gričih. Okoli leta 1800 so nastali prvi parki v Ruhbergu (poljsko Ciszyca) in Stonsdorfu (poljsko Staniszów). Na te zgodnje parke je vplival sentimentalizem, saj je bila umetnost oblikovanja vrtov še posebej primerna za spodbujanje globokih občutkov, kot so melanholija, solzavost, začudenje ali veselje.
V 19. stoletju so na vrtnarstvo vse bolj vplivale romantične ideje in nova zgodovinska zavest. Namesto različnih prizorov in arhitekturnih slogov so postali priljubljeni bolj pomanjšani dizajni, sestavljeni le iz zgolj scenskih elementov, kot so drevesa, nasadi, potoki, travniki in hribi. Obsežna omrežja poti in dolgi razgledi so bili osrednji element teh parkov. Izrazit primer je bil park Fischbach.
Krajinska arhitektura v dolini Hirschberg je dosegla vrhunec v 1840-ih z delom Petra Josepha Lennéja. Novi parki so nastali v Erdmannsdorfu (poljsko Mysłakowice), Schildau (poljsko Wojanów) in Lomnitzu (poljsko: Łomnica). Ti parki so sledili tako imenovanemu zoned landscape garden, načelo, ki sta ga prevzela Lenné in Pückler-Muskau iz Anglije. Zaznamovali so ga bogato urejeni vrtovi okoli hiše, ki so bili razdeljeni na manjše odseke, sledilo je igrišče za razvedrilo kot prehodna cona in krajinski vrt, ki je izginil v bližino. Okoliško podeželje je Lenné uredil z uličicami, potmi, razglednimi točkami in prostori za počitek.
Veliko število parkov iz različnih obdobij, umetniška povezava vseh teh parkov z olepšano okoliško pokrajino in slikovito ozadje velikanskih gora so ustvarili edinstveno pokrajino, ki je veljala za Silesian Elysium. Poljska konservatorska organizacija se že nekaj let trudi ohraniti in poustvariti kulturno krajino, ki si počasi vrača izgubljeno lepoto.

## Znamenitosti
Dolina Jelenia Góra je naravno predgorje gorovja Krkonoši. Številni kraji v dolini ponujajo neprimerljive razglede na gore. Izjemna značilnost doline je veliko število podeželskih dvorcev in gradov, na primer Mysłakowice, Staniszów in zdaj v Jelenia Góra (prej Cieplice Śląskie-Zdrój) s parkom in zdraviliščem. Chojnik, ruševina gradu ob vznožju gorovja Krkonoši, gleda na celotno dolino Jelenia Góra. Jezersko območje na jugu Wzgórza Łomnickie ob vznožju gora, ki je nastalo v 1980-ih in 1990-ih, predstavlja še eno posebnost. Sestavljen je iz niza jezov oziroma zbiralnikov, od katerih je največji Zbiornik Sosnówka ali Jezioro Sosnówka pod Sosnówko in Podgórzyn.

## Pomembni gradovi, palače in dvorci

### Palača Wojanów
Palača Wojanów (nemško Schloss Schildau) je bila ena od treh nekdanjih kraljevih pruskih poletnih rezidenc v dolini. Prvič je omenjena leta 1281. Od leta 1299 je bil v lasti družine von Zedlitz. Med letoma 1603 in 1607 je Nikolaus Freiherr von Zedlitz und Nimmersatt postavil novo stavbo, ki je bila uničena med tridesetletno vojno in jo leta 1667 ponovno zgradil Christoph von Zedlitz. Med letoma 1832 in 1833 je notranjost palače spremenil graditelj blizu Karla Friedricha Schinkla. Leta 1839 je Frederick William III. Pruski kupil stavbo kot darilo za svojo hčer Louise. V naslednjih letih je park na novo zasnoval Peter Joseph Lenné. Po drugi svetovni vojni je bila palača izropana, pohištvo pa odstranjeno. Novi poljski lastniki so jo uporabljali kot upravno stavbo in počitniško hišo. Kasneje je bila zapuščena in propadla. Leta 1995 je poljsko-italijansko podjetje obnovilo stavbo in njeno okolico, v kateri so danes razkošen hotel, zdravilišče in poslovni center. Parku je povrnjen uradni sijaj ().

### Palača Mysłakowice
Palača Mysłakowice (nemško Schloss Erdmannsdorf) je bila poletna rezidenca pruskega kralja in najpomembnejša palača v dolini. Prvič je omenjena leta 1305. Do 16. stoletja je bila v lasti družin Zedlitz, Stange in Reibnitz. Jedro današnje stavbe izvira iz 18. stoletja, ko jo je Maximilian Leopold von Reibnitz razširil v baročno palačo. Kasneje je bila med drugim v lasti družine von Richthofen in Augusta Neidhardta von Gneisenaua. Gneisenau ga je razširil v neoklasicističnem slogu. Po njegovi smrti je Friderik Viljem III. Pruski kupil palačo in imenoval Schinkla in Lennéja, da preuredita palačo in park, ki je postal eden najlepših krajinskih vrtov v Šleziji. Leta 1837 je Friderik Viljem III. zapustil velike dele svojega posestva verskim beguncem s Tirolske, ki so zgradili slikovite hiše v alpskem slogu. Po smrti Frederika Viljema je njegov naslednik, Friderik Viljem IV. Pruski, preuredil palačo po načrtih Friedricha Augusta Stülerja v neogotskem slogu. Veličastna hiša je do leta 1909 ostala poletna rezidenca pruskih kraljev in nemških cesarjev, nato pa je bila prodana za 1,7 milijona mark.
Po drugi svetovni vojni je palačo zasedla komunistična Rdeča armada. Od leta 1951 ga je poljska država uporabljala kot šolo in v veliki meri uničila notranjost. Danes so deli zunanjosti obnovljeni in večina parka ohranjena, čeprav so nekateri pomembni razgledni prostori zaraščeni.

### Palača Karpniki
Palača Karpniki (nemško Schloss Fischbach), poletna palača princa Viljema Pruskega, je ena najbolj znanih palač v dolini. Prvič je omenjena leta 1364 kot grad z jarkom, ki so ga v 15. stoletju razširili. Sprva v lasti družin Predel in Reichenbach, ga je leta 1476 kupil Hans I. Schoff, ki je grad povečal z dvonadstropnim dvorcem. Po požaru leta 1593 so stavbo ponovno razširili z dvema novima kriloma v renesančnem slogu. Leta 1822 je princ Viljem pridobil Fischbach, ki je postal prva poletna palača rodbine Hohenzollern v dolini. Od leta 1844 je bil obnovljen v neogotskem slogu po načrtih deloma samega kneza. Viljem in njegovi nasledniki so palačo opremili tudi z izjemno umetniško zbirko srednjeveških steklenih slik in daljnovzhodnih umetnin. Ob koncu druge svetovne vojne je bila uporabljena kot skladišče pomembnih umetniških zakladov iz Šlezije in narodna knjižnica v Berlinu.
Po vojni so ruski in poljski vojaki oropali Karpnike, ki so postali del Poljske. V naslednjih letih je bila palača uporabljena kot šola in umobolnica. Sčasoma je propadla in jo je bilo treba izpraznitii. V naslednjih letih je bila večkrat opustošena in tudi namerno uničena. Po padcu železne zavese je več iniciativ poskušalo zadržati propad, vendar do zdaj brez uspeha.
Veliki posestni park je bil ustanovljen po letu 1822 po navodilih princese Marianne. Ureditev se je nanašala na družino lastnikov. Na klopeh iz marmorja so bili medaljoni princa, princese in njenih otrok, neogotski spomenik v spomin na brata princese Marianne in Waldemarsturm je hranil zbirko orožja princa Waldemarja. Postavljene so bile tudi hišice, rastlinjak, križ na vrhu Christiana Daniela Raucha in številne druge stavbe in objekti. Danes je park komaj viden in večina njegovih stavb je uničenih.

### Palača Bukowiec
Palača Bukowiec (nemško Buchwald) – prej grofice von Reden, zdaj akademija, s parkom in Belvederom.

### Palača Cieplice Śląskie-Zdrój
Palača Cieplice Śląskie-Zdrój (nemško Bad Warmbrunn) – palača grofa Schaffgotscha.